# Erck Rickmers

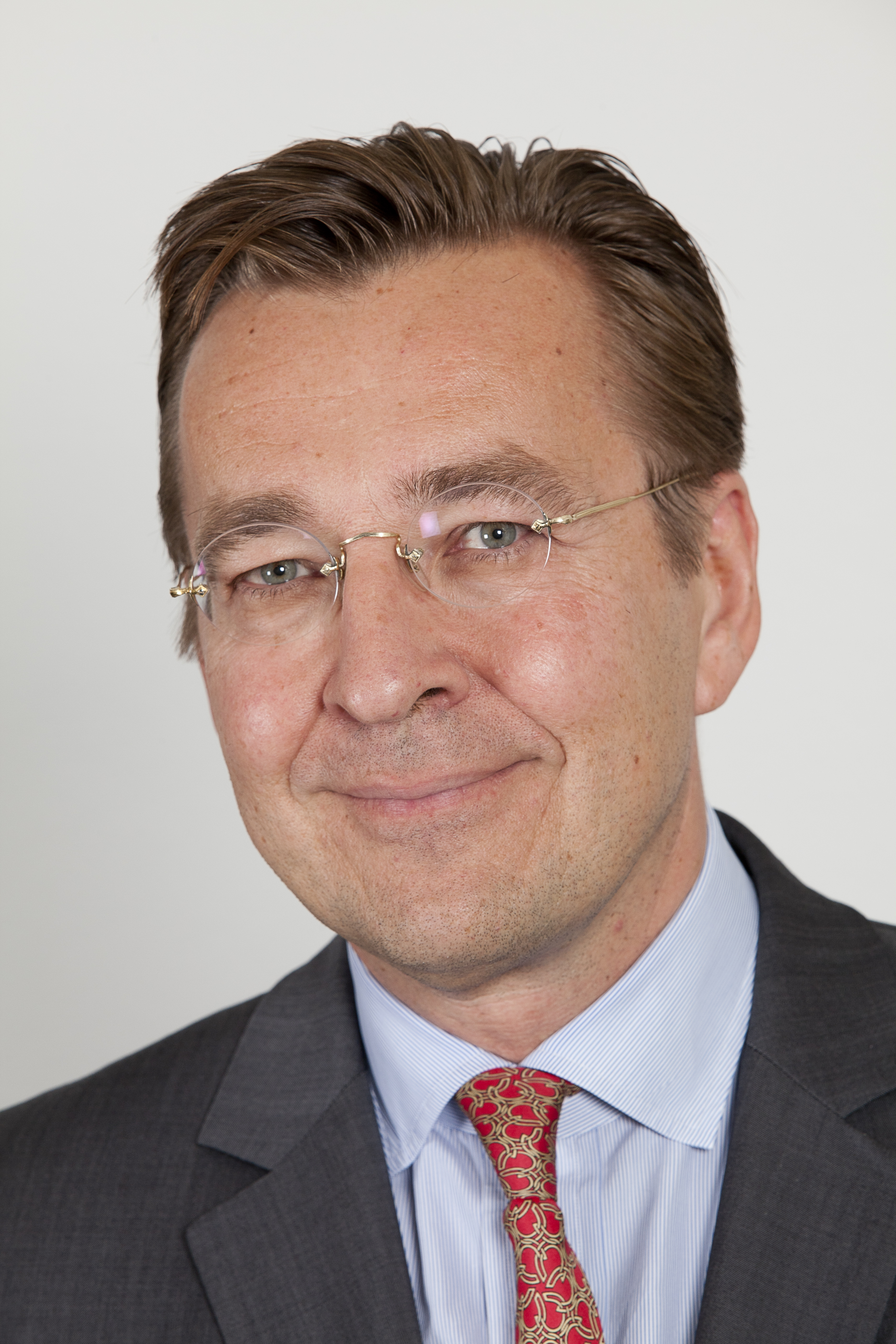
Erck Rickmers (2011)

Erck Rickmers (* 29. April 1964 in Bremerhaven) ist ein deutscher Unternehmer und Politiker (SPD). Er war von 2011 bis 2012 Mitglied der Hamburgischen Bürgerschaft. Im Jahr 2020 gründete er dort die Denkfabrik The New Institute.

## Leben

### Ausbildung und Beruf
Rickmers stammt aus der Bremerhavener Unternehmerfamilie Rickmers, deren Gründervater Rickmer Clasen Rickmers in Bremerhaven 1834 die Werft Rickmers gründete. Er besuchte das Internat Stiftung Louisenlund in Schleswig-Holstein. Nach Abitur und Wehrdienst machte er eine Ausbildung zum Schifffahrtskaufmann in der Reederei Ernst Russ.
Später arbeitete Rickmers als Schiffsmakler in London. Im Jahr 1992 gründete er in Hamburg gemeinsam mit seinem Bruder Bertram Rickmers das Emissionshaus Nordcapital. Seit 1996 betreibt er die Unternehmensgruppe allein. 1998 gründete er die Reederei E.R. Schiffahrt, die 2010 eine der größten Bereederer für Containerschiffe weltweit war. 2010 legte Rickmers die aktive Geschäftsführung nieder. An der University of Santa Barbara studierte er nach eigenen Angaben drei Jahre Religionswissenschaften. 
Die Umsatzerlöse der Erck Rickmers GmbH & Cie. KG betrugen im Geschäftsjahr 2014 etwa 382 Mio. Euro, davon 148 Mio. € aus dem Betrieb eigener Schiffe, 123 Mio. € aus Bereederung und Crewing, 95 Mio. € aus dem Bereich Direktinvestments und rund 13 Mio. € aus der Treuhandverwaltung. Das Unternehmen wurde 2018 aufgelöst.
Sein Unternehmen Nordcapital hat gemeinsam mit privaten Investoren in Solarparks investiert. Im Oktober 2019 übernahm es die Mehrheit des Photovoltaik-Dienstleisters greentech.

### Politik
Rickmers war Mitglied der SPD von Januar 2011 bis Dezember 2024. 
Bei der Bürgerschaftswahl in Hamburg 2011 trat er auf Landeslistenplatz 13 für die SPD an. Vom 7. März 2011 bis zum 31. August 2012 war er Mitglied der Hamburgischen Bürgerschaft. Rickmers war in seiner Zeit als Abgeordneter Vorsitzender des Ausschusses für Wirtschaft, Innovation und Medien und Mitglied im Haushaltsausschuss sowie im Ausschuss für öffentliche Unternehmen. Außerdem gehörte er dem Fraktionsvorstand der SPD-Fraktion an. Rickmers begründete seine Mandatsniederlegung mit Arbeitsüberlastung im Zuge der Schifffahrtskrise. Für ihn rückte Uwe Koßel auf der SPD-Landesliste in die Bürgerschaft nach.

### Privates
Rickmers hat fünf Töchter. Er lebt und arbeitet in Hamburg.

## The New Institute Foundation
Im Jahr 2016 gründete Rickmers die Stiftung Humanities & Social Change, die für einen Zeitraum von fünf Jahren vier Forschungszentren fördern soll, darunter die Humboldt-Universität Berlin, die University of Cambridge, die University of California und die Universitá Ca‘Foscari Venezia. Jedes der Zentren erhielt für fünf Jahre zwei Millionen in der Landeswährung. Zwischenzeitlich änderte sich der Namen der Stiftung auf The New Institute Foundation, welche weiterhin zwei der Zentren fördert.

## Denkfabrik The New Institute

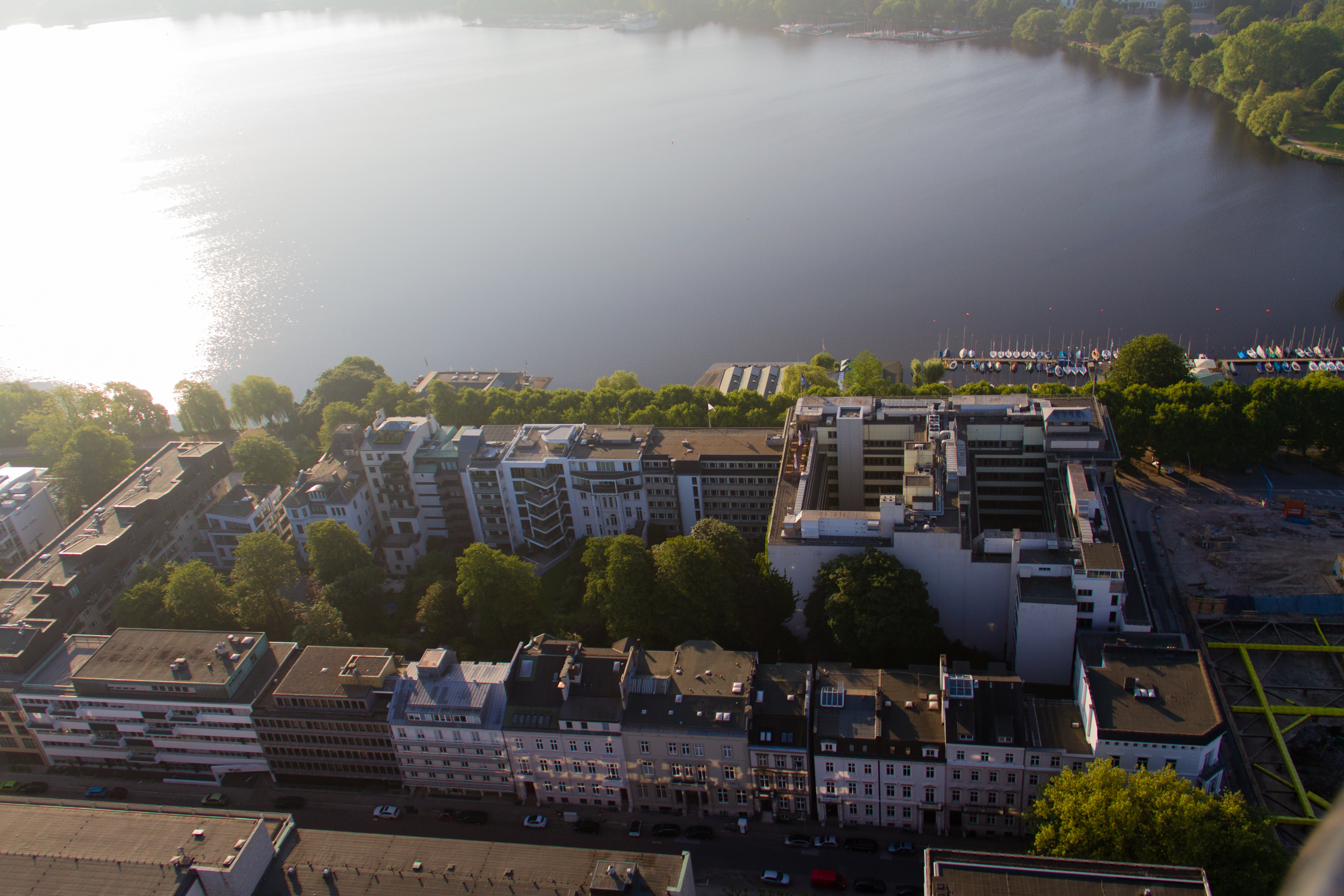
Das Warburg-Ensemble, neun Stadthäuser gelegen an der Alsterstraße 10A bis Warburgstraße 8–22 (vorne rechts/mittig)

Im Jahr 2020 gründete er die Denkfabrik The New Institute in Hamburg als Gemeinnützige GmbH. Zuvor erwarb Rickmers neun Stadthäuser in Hamburg, das sogenannte Warburg-Ensemble in der Warburgstraße. Laut einem Bericht der FAZ im Januar 2024 verließen zahlreiche Gründungsmitglieder das Institut wieder. Als Gründe wurden unter anderem Konflikte mit dem Gründer Rickmers angegeben. Im August 2024 gab Rickmers die Einstellung für das Jahr 2025 bekannt.